# Каратал (Кувандицький міський округ)
Карата́л (рос. Каратал) — селище у складі Кувандицького міського округу Оренбурзької області, Росія.

## Населення
Населення — 29 осіб (2010; 52 у 2002).
Національний склад (станом на 2002 рік):
- росіяни — 50 %